# Tomaszów Mazowiecki (gmina wiejska)

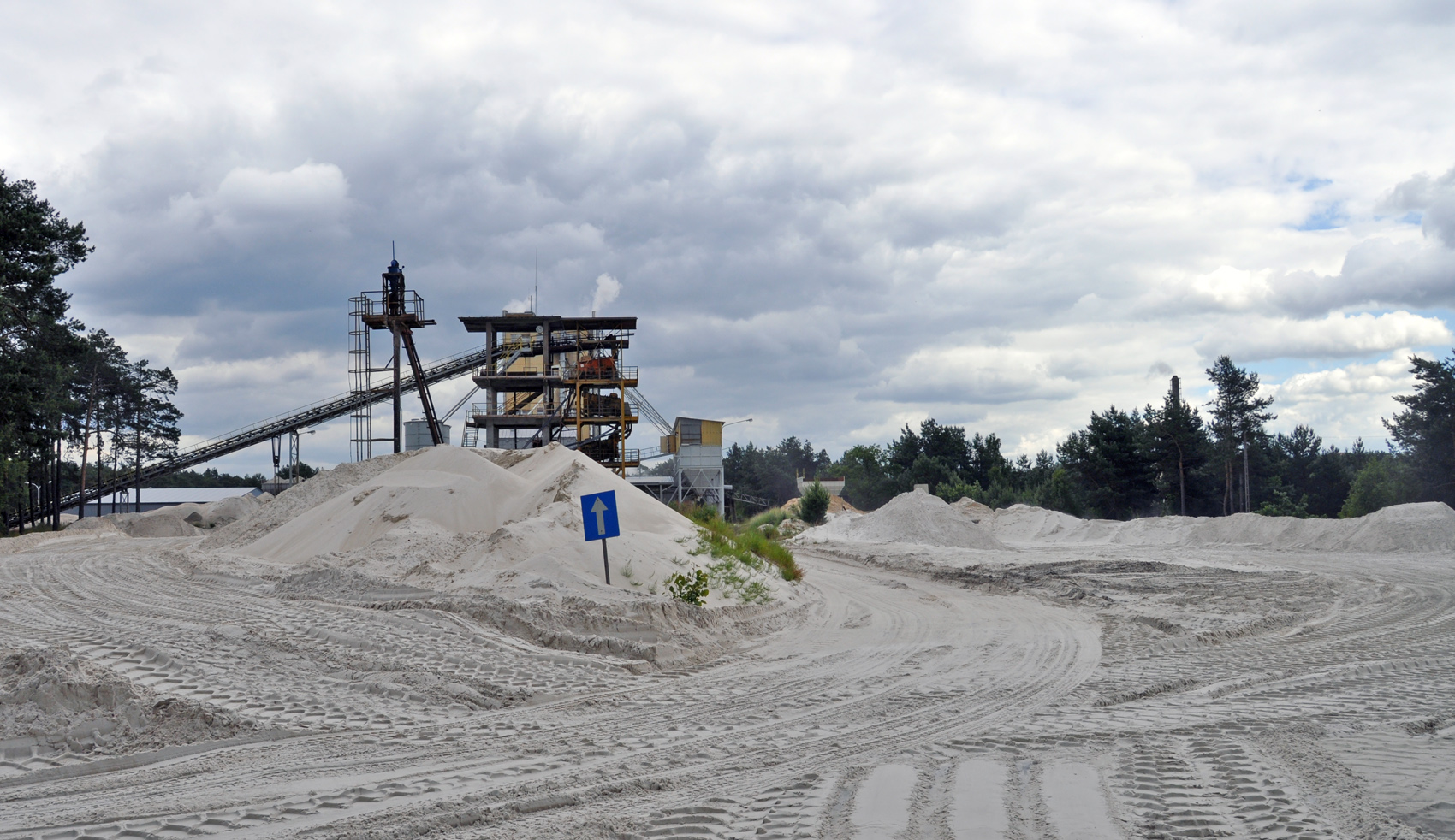
Tomaszowskie Kopalnie Surowców Mineralnych w Smardzewicach

Tomaszów Mazowiecki – gmina w województwie łódzkim, w powiecie tomaszowskim. W latach 1975–1998 gmina położona była w województwie piotrkowskim.
Siedziba gminy to Tomaszów Mazowiecki.
Według danych z 30 czerwca 2004 gminę zamieszkiwały 9663 osoby.

## Struktura powierzchni
Według danych z roku 2002 gmina Tomaszów Mazowiecki ma obszar 151,3 km², w tym:
- użytki rolne: 45%
- użytki leśne: 44%

Gmina stanowi 14,75% powierzchni powiatu.

## Rezerwaty przyrody
Na terenie gminy znajdują się następujące rezerwaty przyrody:
- rezerwat przyrody Sługocice – chroni stanowisko żywca dziewięciolistnego w grądzie wilgotnym,
- rezerwat przyrody Jeleń – chroni lasy liściaste z jodłą,
- rezerwat przyrody Twarda – chroni las jodłowy.

## Demografia

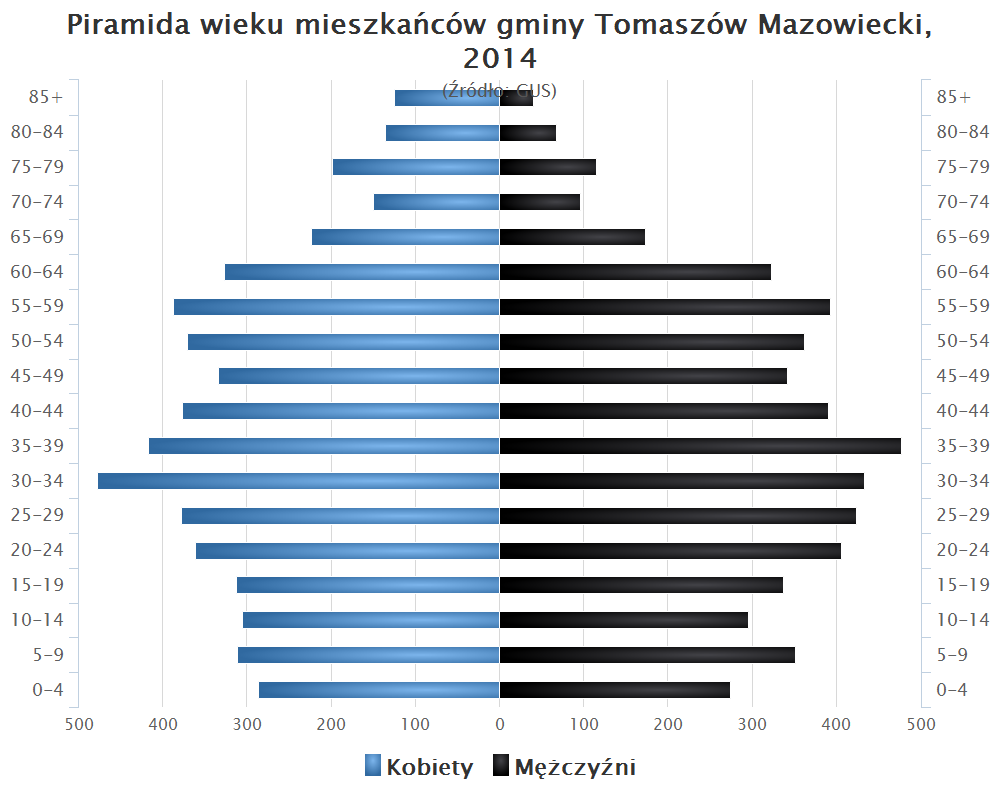
Piramida wieku mieszkańców gminy Tomaszów Mazowiecki w 2014 roku

Dane z 30 czerwca 2004:
| Opis                              | Ogółem | Ogółem | Kobiety | Kobiety | Mężczyźni | Mężczyźni |
| --------------------------------- | ------ | ------ | ------- | ------- | --------- | --------- |
| jednostka                         | osób   | %      | osób    | %       | osób      | %         |
| populacja                         | 9663   | 100    | 4903    | 50,7    | 4760      | 49,3      |
| gęstość zaludnienia (mieszk./km²) | 63,9   | 63,9   | 32,4    | 32,4    | 31,5      | 31,5      |

## Historia
W 1975 gmina Tomaszów Mazowiecki otrzymała obecny kształt. Na terenie gminy kultywuje się folklor regionu opoczyńskiego.

## Zabytki
- zespół klasztorny franciszkanów z XVII wieku w Smardzewicach,
- dwór z drugiej połowy XIX wieku w Świńsku
- dwór z XX wieku w Zaborowie
- zespół stanowisk archeologicznych z okresu wpływów rzymskich w Ciebłowicach.

## Opis gminy
Charakter gminy: rolniczo-turystyczny. Użytki rolne zajmują 45% ogółu terenu, pozostałą część terenu pokrywają prawie w całości lasy (46%), które są skupione w okolicy doliny Pilicy i Zalewu Sulejowskiego. Przez gminę, w jej południowej części, przepływa Pilica z fragmentem Zalewu Sulejowskiego. Cały Zalew wraz z otaczającymi go lasami tworzą Sulejowski Park Krajobrazowy. Aby spiętrzyć wodę w Zalewie zbudowano zaporę o długości 1200 m i szerokości 16 m. W zaporę wbudowane są turbogeneratory elektryczne o mocy 3,3 MW każdy. Okolice Zalewu zostały zagospodarowane dla potrzeb turystyki i rekreacji. Powstały ośrodki w Smardzewicach, Treście, Karolinowie, a także nowoczesny camping i pole namiotowe w Borkach. Gmina posiada również takie atrakcje turystyczne jak: jedyny w Polsce centralnej Ośrodek Hodowli Żubrów w Smardzewicach, największą w Polsce i jedną z największych w Europie odkrywkową kopalnię piasków kwarcowych Biała Góra.

## Sołectwa
Cekanów, Chorzęcin, Ciebłowice Duże, Ciebłowice Małe, Dąbrowa, Godaszewice, Jadwigów, Karolinów, Kolonia Zawada, Komorów, Kwiatkówka, Łazisko, Niebrów, Sługocice, Smardzewice, Swolszewice Małe, Świńsko, Tresta, Twarda, Wąwał, Wiaderno, Zaborów Drugi, Zaborów Pierwszy, Zawada.
Miejscowości bez statusu sołectwa: Cekanów (kolonia), Jeleń

## Sąsiednie gminy
Inowłódz, Lubochnia, Mniszków, Sławno, Tomaszów Mazowiecki (miasto), Ujazd, Wolbórz